# All the Time in the World
All the Time in the World – singel Deep Purple zapowiadający album Now What?!. Znalazły się na nim dwa premierowe utwory - tytułowy i "Hell to Pay". "All the Time in the World" wydano na singlach w dwóch formatach: CD i analogowym (7″). Wersja CD jest wzbogacona dodatkowo o koncertowe wersje utworów „Perfect Strangers” i „Rapture Of The Deep”. Utwór traktuje o pośpiechu, którego należy unikać.

## Lista utworów

### EP (CD)
1. All the Time in the World (radio mix edit)
2. Hell to Pay (radio edit)
3. Perfect Strangers (bonus track live)
4. Rapture of the Deep (bonus track live)

### Singel winylowy
Ściśle limitowana i numerowana do 1500 sztuk winylowa "siedmiocalówka".
| Strona singla | Tytuł utworu                               |
| ------------- | ------------------------------------------ |
| A             | Hell To Pay (radio edit)                   |
| B             | All the Time in the World (radio mix edit) |

## Notowania
| Lista (2013)                                | Najwyższa pozycja |
| ------------------------------------------- | ----------------- |
| Lista Przebojów Art Radio (Radio Bogatynia) | 8                 |
| Lista Przebojów Programu Trzeciego          | 6                 |
| Lista Przebojów Radia Merkury               | 1                 |
| Szczecińska Lista Przebojów                 | 25                |